# Mutha (rivière)
La Mutha est une rivière indienne qui coule dans l’État du Maharashtra. Elle est un affluent de la Mula-Mutha, dans le bassin de la Krishna.

## Source de la traduction
- (en) Cet article est partiellement ou en totalité issu de l’article de Wikipédia en anglais intitulé « Mutha River » (voir la liste des auteurs).